# Autonoma republiken Abchazien
Autonoma republiken Abchazien är en autonom region, som folkrättsligt betraktas som en del av Georgien sedan detta blev självständigt från Sovjetunionen 1991. Sedan 2008 har Georgien dock inte kontroll över någon del av regionen och förklarade i slutet av augusti det året området ockuperat av Ryssland.
Regeringen för den abchaziska regionen inom Georgien hade till 1993 sitt säte i Suchumi, som de jure fortfarande är administrativt centrum för den autonoma republiken. Förutom två år i Tjchalta, 2006–2008, befinner sig regeringen dock sedan dess i den georgiska huvudstaden Tbilisi, som exilregering. I praktiken kontrolleras Abchazien av Republiken Abchazien, en utbrytarrepublik som erkänts av endast några få länder, däribland Ryssland.

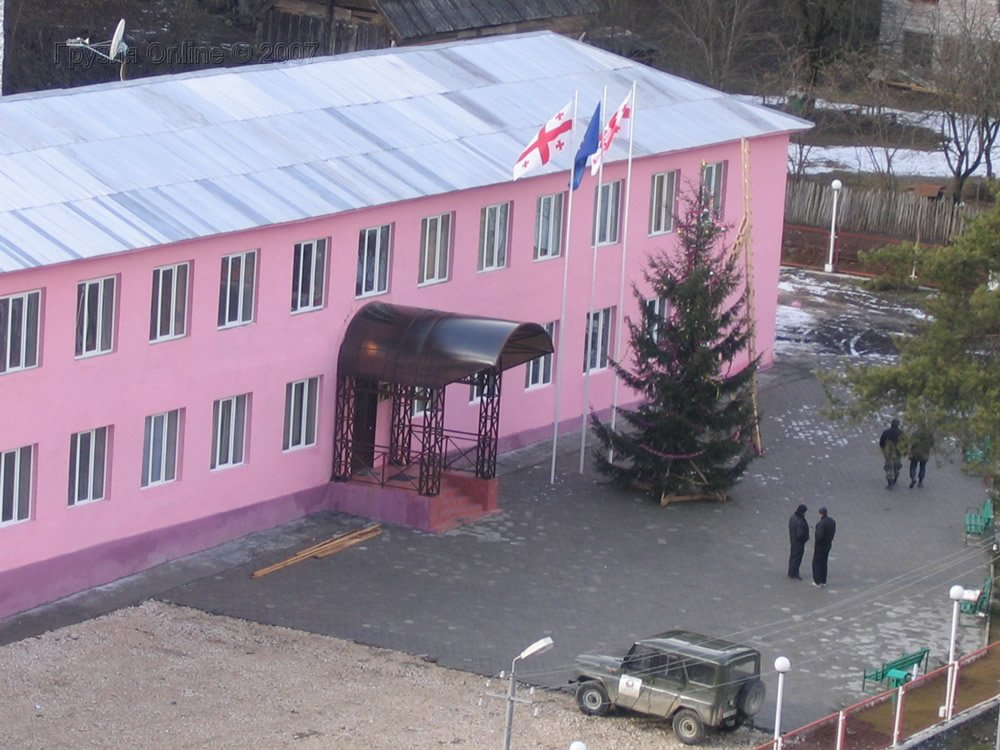
Autonoma republiken Abchaziens regeringsbyggnad i Tjchalta i Övre Abchazien 2007.

Kriget i Abchazien 1992–1993 ledde till att abchaziska separatister med ryskt stöd tog kontroll över den största delen av området.
Georgien hade en tid därefter kontroll över ett mindre område i nordöst, Övre Abchazien, och under 2006–2008 befann sig regeringen för den autonoma republiken där, i Tjchalta. Efter kriget 2008, mot Ryssland och abchaziska separatister, förlorade Georgien kontrollen även över denna del.